# Trượt ván trên tuyết tại Thế vận hội Mùa đông 2018 - Dốc chướng ngại vật nam
Nội dung dốc chướng ngại vật nam (slopestyle) của Thế vận hội Mùa đông 2018 diễn ra vào ngày 10 và 11 tháng 2 năm 2018 tại Công viên Phoenix Bogwang ở Pyeongchang, Hàn Quốc.

## Kết quả
Chú giải
Q — Lọt vào vòng sau
DNS — Không xuất phát

#### Nhóm 1
| Hạng | Thứ tự | Tên                  | Quốc gia                     | Lượt 1 | Lượt 2 | Tốt nhất | Ghi chú |
| ---- | ------ | -------------------- | ---------------------------- | ------ | ------ | -------- | ------- |
| 1    | 5      | Marcus Kleveland     | Na Uy                        | 83.71  | 32.30  | 83.71    | Q       |
| 2    | 6      | Carlos Garcia Knight | New Zealand                  | 80.10  | 40.20  | 80.10    | Q       |
| 3    | 4      | Sebastien Toutant    | Canada                       | 78.01  | 45.06  | 78.01    | Q       |
| 4    | 7      | Mons Røisland        | Na Uy                        | 76.50  | 43.68  | 76.50    | Q       |
| 5    | 2      | Torgeir Bergrem      | Na Uy                        | 45.80  | 75.45  | 75.45    | Q       |
| 6    | 17     | Niklas Mattsson      | Thụy Điển                    | 50.81  | 73.53  | 73.53    | Q       |
| 7    | 11     | Roope Tonteri        | Phần Lan                     | 72.60  | 38.08  | 72.60    |         |
| 8    | 8      | Jamie Nicholls       | Anh Quốc                     | 71.56  | 36.90  | 71.56    |         |
| 9    | 1      | Chris Corning        | Hoa Kỳ                       | 70.85  | 69.86  | 70.85    |         |
| 10   | 13     | Peetu Piiroinen      | Phần Lan                     | 69.26  | 43.43  | 69.26    |         |
| 11   | 19     | Vlad Khadarin        | Vận động viên Olympic từ Nga | 23.05  | 64.16  | 64.16    |         |
| 12   | 3      | Sebbe De Buck        | Bỉ                           | 59.40  | 29.58  | 59.40    |         |
| 13   | 15     | Rene Rinnekangas     | Phần Lan                     | 24.86  | 37.91  | 37.91    |         |
| 14   | 16     | Michael Schärer      | Thụy Sĩ                      | 37.61  | 27.01  | 37.61    |         |
| 15   | 18     | Kalle Järvilehto     | Phần Lan                     | 15.56  | 31.10  | 31.10    |         |
| 16   | 14     | Moritz Thönen        | Thụy Sĩ                      | 19.53  | 23.55  | 23.55    |         |
| 17   | 9      | Ryan Stassel         | Hoa Kỳ                       | 23.50  | 22.63  | 23.50    |         |
|      | 10     | Lee Min-sik          | Hàn Quốc                     | DNS    | DNS    | DNS      | DNS     |
|      | 12     | Niek van der Velden  | Hà Lan                       | DNS    | DNS    | DNS      | DNS     |

#### Nhóm 2
| Hạng | Thứ tự | Tên              | Quốc gia     | Lượt 1 | Lượt 2 | Tốt nhất | Ghi chú |
| ---- | ------ | ---------------- | ------------ | ------ | ------ | -------- | ------- |
| 1    | 8      | Maxence Parrot   | Canada       | 83.45  | 87.36  | 87.36    | Q       |
| 2    | 3      | Mark McMorris    | Canada       | 83.70  | 86.83  | 86.83    | Q       |
| 3    | 5      | Redmond Gerard   | Hoa Kỳ       | 82.55  | 57.11  | 82.55    | Q       |
| 4    | 2      | Ståle Sandbech   | Na Uy        | 74.11  | 82.13  | 82.13    | Q       |
| 5    | 1      | Tyler Nicholson  | Canada       | 17.41  | 79.21  | 79.21    | Q       |
| 6    | 4      | Seppe Smits      | Bỉ           | 78.36  | 41.48  | 78.36    | Q       |
| 7    | 17     | Clemens Millauer | Áo           | 75.65  | 77.45  | 77.45    |         |
| 8    | 14     | Yuri Okubo       | Nhật Bản     | 24.45  | 75.05  | 75.05    |         |
| 9    | 12     | Jonas Bösiger    | Thụy Sĩ      | 18.68  | 58.26  | 58.26    |         |
| 10   | 11     | Billy Morgan     | Anh Quốc     | 56.40  | 37.55  | 56.40    |         |
| 11   | 6      | Kyle Mack        | Hoa Kỳ       | 45.26  | 53.55  | 53.55    |         |
| 12   | 9      | Matias Schmitt   | Argentina    | 50.86  | 20.68  | 50.86    |         |
| 13   | 15     | Måns Hedberg     | Thụy Điển    | 46.25  | DNS    | 46.25    |         |
| 14   | 7      | Hiroaki Kunitake | Nhật Bản     | 39.45  | 43.16  | 43.16    |         |
| 15   | 18     | Petr Horák       | Cộng hòa Séc | 41.93  | 39.05  | 41.93    |         |
| 16   | 16     | Nicolas Huber    | Thụy Sĩ      | 34.25  | 36.90  | 36.90    |         |
| 17   | 13     | Stef Vandeweyer  | Bỉ           | 33.75  | 21.16  | 33.75    |         |
| 18   | 10     | Rowan Coultas    | Anh Quốc     | 23.20  | 23.58  | 23.58    |         |

### Chung kết
Chung kết bắt đầu lúc 11:04.
| Hạng | Thứ tự | Tên                  | Quốc gia    | Lượt 1 | Lượt 2 | Lượt 3 | Tốt nhất | Ghi chú |
| ---- | ------ | -------------------- | ----------- | ------ | ------ | ------ | -------- | ------- |
| 1    | 8      | Redmond Gerard       | Hoa Kỳ      | 43.33  | 46.40  | 87.16  | 87.16    |         |
| 2    | 12     | Maxence Parrot       | Canada      | 45.13  | 49.48  | 86.00  | 86.00    |         |
| 3    | 10     | Mark McMorris        | Canada      | 75.30  | 85.20  | 60.68  | 85.20    |         |
| 4    | 6      | Ståle Sandbech       | Na Uy       | 44.81  | 81.01  | 38.13  | 81.01    |         |
| 5    | 9      | Carlos Garcia Knight | New Zealand | 78.60  | 52.98  | 24.35  | 78.60    |         |
| 6    | 11     | Marcus Kleveland     | Na Uy       | 77.76  | 43.71  | 37.18  | 77.76    |         |
| 7    | 4      | Tyler Nicholson      | Canada      | 36.18  | 76.41  | 76.15  | 76.41    |         |
| 8    | 3      | Torgeir Bergrem      | Na Uy       | 58.80  | 75.80  | 60.03  | 75.80    |         |
| 9    | 1      | Niklas Mattsson      | Thụy Điển   | 38.43  | 74.71  | 42.48  | 74.71    |         |
| 10   | 2      | Seppe Smits          | Bỉ          | 31.11  | 69.03  | 66.18  | 69.03    |         |
| 11   | 7      | Sebastien Toutant    | Canada      | 33.66  | 57.23  | 61.08  | 61.08    |         |
| 12   | 5      | Mons Røisland        | Na Uy       | DNS    | DNS    | DNS    | DNS      | DNS     |